# Мажара, Николай Константинович
Николай Константинович Мажара — советский хозяйственный, государственный и политический деятель, генерал-майор.

## Биография
Родился в 1911 году в посёлке Орловка. Член КПСС с 1932 года.
С 1923 года — на хозяйственной, общественной и политической работе. В 1923—1979 гг. — подручный икрянщика на частных рыболовных промыслах в Анадыре, плотник на государственном цементном заводе в Спасске, инструктор физкультуры школы 2-й ступени в Спасске, грузчик и бригадир 11-й Спасской комсомольской ударной бригады треста «Экспортлес», студент Сибирского автодорожного института им. Куйбышева, старший инженер областной дорожно-проекторной конторы «Омпроектдор», начальник отдела изысканий и проектирования дорог и мостов отдельных шоссейных дорог, директор машинно-дорожной станции № 56 и старший инженер по механизации дорстройработ ОШОСДОР УНКВД по Омской области, главный инженер «Омпроектдора», инструктор и заведующий транспортным отделом, секретарь по транспорту, секретарь, заместитель секретаря по водному транспорту, заместитель секретаря по водному транспорту, заместитель секретаря по транспорту, заместитель секретаря по промышленности Омского обкома ВКП(б), 3-й секретарь, секретарь Тюменского обкома ВКП(б), заместитель начальника Главного управления охраны МГБ СССР на железнодорожном и водном транспорте, заместитель начальника ДТУ МВД по Одесско-Кишиневской железной дороге, начальник ДТУ МВД по Орджоникидзевской железной дороге, начальник ОКГБ по Орджоникидзевской железной дороге, начальник УКГБ по Азово-Черноморскому морскому и Дунайскому речному бассейну, начальник УКГБ при СМ Украинской ССР по Днепропетровской области, заместитель начальника КБ «Южное»
Делегат XXIII и XXIV съезда КПСС.
Умер в Днепропетровске в 1979 году.